# Cordone sanitario (politica)
In politica, un “cordone sanitario” (in francese, “cordon sanitaire”) è il rifiuto, da parte di uno o più partiti, ma in alcuni casi, anche di un’intera assemblea, di cooperare con uno o più determinati partiti politici. Spesso ciò è dovuto al fatto che il o i partiti isolati hanno un'ideologia percepita come inaccettabile o estremista.

## Politiche nazionali

### Origini in Belgio
A partire dalla fine degli anni '80, il termine è stato introdotto nel linguaggio politico del Parlamento belga dai commentatori presenti alle sessioni. A quel tempo, infatti, il partito nazionalista fiammingo di estrema destra, “Vlaams Blok”, iniziò a ottenere significativi risultati elettorali. Poiché quest’ultimo era considerato da molti un gruppo ideologicamente razzista, gli altri partiti politici belgi si impegnarono a escludere il partito da qualsiasi governo di coalizione, anche se ciò costrinse i partiti alla formazione di governi composti da grandi coalizioni tra rivali ideologici. Per via di questo tipo di comportamento politico, i commentatori iniziarono a soprannominare questo accordo formale di esclusione, “cordon sanitaire”, in riferimento all’isolamento sanitario che si attua in una comunità in caso di rapido e incontrollato contagio. Nel 2004, il partito successore del Vlaams Blok (che nel frattempo era stato dichiarato incostituzionale), Vlaams Belang, ha dunque cambiato il suo manifesto di partito per rispettare la legge, ma, sebbene non sia stato firmato alcun nuovo accordo formale contro di esso, non è chiaro se un qualsiasi altro partito belga avvierà colloqui di coalizione con quest’ultimo nel prossimo futuro, mentre diversi membri di vari partiti fiamminghi hanno messo in dubbio la fattibilità del cordone sanitario.
Con il successo elettorale dei partiti nazionalisti ed estremisti di sinistra e di destra nella recente storia europea, il termine è stato utilizzato per accordi simili a quello stipulato in Belgio.

### Unione Europea
Durante la IX legislatura del Parlamento europeo, tutti i gruppi politici hanno dichiarato un “cordon sanitaire” sul gruppo di estrema destra Identità e Democrazia (ID). Oltre ai partiti interdetti, tuttavia, capita anche che alcuni membri (anche se non tutti), poiché né iscritti né affiliati ad alcun partito del Parlamento europeo per via delle loro ideologie troppo estreme rispetto al normale spettro politico, siano interdetti dalla cooperazione con altri partiti.

### Estonia e Lettonia
In Estonia e Lettonia, i partiti di lingua russa (Il Partito della Costituzione e il Partito di Centro in Estonia e LKS e Armonia in Lettonia), furono esclusi dalla partecipazione alle coalizioni di governo a livello nazionale per via delle loro opinioni in merito all’occupazione sovietica dei paesi baltici tra il 1940 e il 1990 e per via di alcuni atteggiamenti ambigui di questi partiti verso l'attuale governo russo guidato dal partito “Russia Unita” di Vladimir Putin. Tali ragioni sono spesso state citate come ragioni per la conclusione di colloqui di coalizione, anche se tali partiti spesso sono interdetti più per un timore della loro ideologia di destra radicale.
Il cordone estone, tuttavia, non è non è stato assoluto: il Partito di Centro dell'Estonia ha brevemente partecipato a tre governi di coalizione nel 1995, 2002-2003 e 2005-2007, prima di venire nuovamente isolato nel 2007, con il rinnovamento del cordone a causa dell’atteggiamento del politico Edgar Savisaar nei confronti delle “proteste della notte del Bronzo”. Nel 2016, tuttavia, Jüri Ratas del Partito di Centro è diventato Primo Ministro dell'Estonia, ponendo così fine a qualsiasi cordone attorno al partito. Sempre in Estonia, il cordone è stato istituito anche contro il Partito Popolare Conservatore Estone (EKRE) tra il 2015 e il 2019.
In Lettonia, invece, il cordone contro il Partito “Armonia” resta ancora oggi vincolante.

### Germania
Dopo la riunificazione tedesca del 1990, l'ex partito al governo della Germania dell’Est, il Partito Socialista Unitario della Germania (in tedesco “Sozialistische Einheitspartei Deutschlands”, o SED), si reinventò prima come Partito del Socialismo Democratico (PDS) e poi, nel 2005, prima della elezioni, come Partito della Sinistra, al fine di avviare il processo di fusione con il nuovo gruppo Lavoro e Giustizia Sociale - L'Alternativa Elettorale che era emerso in quegli anni. Conseguentemente a ciò, nel 1990, gli altri partiti politici tedeschi inizialmente rifiutarono una cooperazione con quest’ultimo, ma poi considerarono la possibilità di formare una coalizione con il PDS a livello federale (cosa possibile nel 2005 e nel 2013), mentre a livello statale, nacquero i cosiddetti “rosso-viola”, per via della nascita di coalizioni con l’SPD. L’attuazione di un “cordon sanitaire”, tuttavia, è piuttosto raro in Germania nelle consultazioni di coalizione. Una rigorosa non cooperazione politica (alla quale “Die Linke” sarebbe inclusa, se mai dovesse sorgere l'istanza) viene istituita, di solito, solo contro i partiti di destra, come i Repubblicani, i quali a loro volta hanno istituito un cordone contro il Partito Nazionaldemocratico di Germania. Dal 2013, i maggiori partiti affermatisi in Parlamento si sono rifiutati di formare coalizioni a livello statale e federale con il nuovo partito populista di destra “Alternativa per la Germania” (AfD), per via delle sue posizioni politiche di estrema destra. Sia quest’ultimo e sia Die Linke, inoltre, per via delle posizioni delle loro fazioni interne, sono sottoposti ad una stretta osservazione da parte dell’intelligence tedesca e dell’Ufficio federale per la protezione della Costituzione (BFV).

### Israele
In Israele, “Lista Comune” e i partiti che la compongono (Hadash, Balad, Ta'al, Partito Democratico Arabo e, precedentemente, Lista Araba Unita) sono, de facto, sotto un cordone sanitario, per via del fatto che non sostengono il sionismo. In seguito, però, alle elezioni del 2021, il partito conservatore Ra'am (divenuto Lista Araba Unita), che aveva lasciato la Lista Comune e si era candidato da solo, è entrato in coalizione con un certo numero di partiti prevalentemente sionisti per formare il trentaseiesimo governo di Israele.
In passato esisteva un cordone sanitario contro il partito kahanista Kach, tanto che il primo ministro, Yitzhak Shamir (Likud), divenne famoso per essere uscito dalla Knesset (il Parlamento Israeliano) durante i discorsi di Meir Kahane, capo del partito kahanista. Ben presto però, il partito fu dichiarato fuorilegge e sciolto, e ai suoi partiti successori furono applicati cordoni di vario livello, che erano per lo più limitati alla cooperazione all'interno dell’Unione Nazionale e delle sue coalizioni successive fino al 2019, quando l'allora primo ministro, Benjamin Netanyahu, orchestrò il coinvolgimento di Otzma Yehudit in una coalizione elettorale nella speranza di assicurarsi una maggioranza parlamentare, pur fallendo. Nel 2022, tuttavia, in seguito alle elezioni parlamentari, nel più ampio quadro di formazione viene stipulato anche un accordo con tale fazione, portandola così al governo, insieme ad altri elementi politici, sotto la guida Likud.

### Paesi Bassi
Nei Paesi Bassi, un cordone sanitario fu istituito attorno al Partito di Centro (Centrumpartij, CP) e, in seguito, al partito successore “Democratici di Centro” (Centrumdemocraten, CD), rinnovatisi dopo aver ostracizzando il loro leader Hans Janmaat. Nel 2010, durante il processo di formazione del futuro Rutte III, il Partito per la Libertà di Geert Wilders (Partij voor de Vrijheid, PVV) ha accusato altri partiti di aver instaurato un cordone sanitario, tuttavia, non c'è mai stato alcun accordo tra le altre parti nell’ignorare il PVV. In effetti, il PVV è stato presentato diverse volte come potenziale membro della coalizione di governo da diversi formateurs durante il processo di formazione di una maggioranza, e l'ultima coalizione di governo sotto Mark Rutte tra il VVD e il CDA è stata ufficialmente "approvata" dal PVV, ma è crollata dopo che questo ha ritirato il suo sostegno nel 2012. Da allora, tutte le principali fazioni si sono rifiutate di collaborare con il PVV fino alle elezioni del 2023 che, avendo dato il primo posto relativo proprio al PVV, hanno infine portato alla partecipazione di questo, seppur con alcune limitazioni, all’interno del Governo Schoof. 
Inoltre, dalla scissione del gruppo JA21 dal Forum per la Democrazia nel 2020, tutti i principali partiti, tranne il PVV, si rifiutano di collaborare con questa nuova fazione politica.

### Spagna
Non esiste una procedura di cordone sanitario all’interno della politica nazionale, tuttavia in Catalogna, i partiti contrari all'autonomia catalana come il Partito Popolare (PP) sono stati talvolta esclusi da qualsiasi coalizione di governo.

### Turchia
In Turchia, i partiti filo-curdi, come il Partito Democratico del Popolo (HDP), sono sotto un cordone sanitario a causa dell'accusa di cooperazione con il Partito dei lavoratori del Kurdistan, partito bandito in tutta la nazione per le sue ideologie e metodi violenti. Anche vari altri partiti curdi sono stati banditi più volte in passato.

### Regno Unito
Nel Regno Unito, il Partito Nazionale Britannico, di ideologia estremista, è completamente ostracizzato dalla corrente politica principale. Politici di spicco, tra cui l'ex primo ministro e leader del Partito Conservatore, David Cameron, sono noti per aver esortato gli elettori a votare per i candidati di qualsiasi partito anziché per quelli del BNP. Anche il partito euroscettico UKIP ha categoricamente rifiutato una cooperazione anche limitata con il BNP. Sebbene il partito non abbia mai ricoperto più di 60 dei circa 22.000 incarichi eletti nel governo locale, è opinione comune di tutti i partiti che quest’ultimo dovrebbe essere escluso da qualsiasi accordo di coalizione in quei consigli in cui nessun partito ha la maggioranza. Quando due candidati BNP sono stati eletti al Parlamento europeo alle elezioni europee del 2009, il governo del Regno Unito ha annunciato che avrebbe fornito a entrambi solo il minimo indispensabile di sostegno, negando loro il facile accesso ai funzionari e alle informazioni che gli altri 70 deputati britannici hanno ricevuto.

### Canada
In Canada, la resistenza alla formazione di governi di coalizione tra i partiti di centro-sinistra è stata attribuita alla riluttanza dei vari partiti di un’eventuale opinione pubblica di tale atto, ipoteticamente considerato come una collaborazione con il Bloc Québécois, che sostiene l'indipendenza del Quebec dal Canada. Tuttavia, durante la disputa parlamentare canadese del 2008-2009, è stato stipulato un accordo in base al quale il Bloc Québécois avrebbe fornito appoggio e sostegno a un potenziale governo di coalizione formato dal Partito Liberale e dal Nuovo Partito Democratico. Tale governo non fu mai formato poiché il Governo di minoranza del Partito Conservatore mantenne la fiducia della Camera dei comuni.

## Esempi politici precedenti

### Germania (1871 - 1912)
In Germania, il Partito Socialdemocratico fu escluso fino all'inizio della prima guerra mondiale (Burgfriedenspolitik) e addirittura bandito dalle leggi antisocialiste alla fine del XIX secolo.

### Israele (1984 - 2022)
In Israele, tra il 1984 e il 1988, vari membri della Knesset hanno boicottato i discorsi del leader Kach, Meir Kahane, al punto da lasciare l’aula del Parlamento ogni volta che Kahane appariva. Questo processo terminò nel 1988, quando a Kach fu vietato di partecipare alle imminenti elezioni. Il suo successore indiretto Otzma Yehudit ha corso con il Partito Sionista Religioso nel 2021 ed è dunque stato incluso nei colloqui della coalizione. Nel 2022, il Governo Netanyahu VI lo include nella coalizione di governo.

### Lituania
In Lituania, il Partito Comunista (LTSR) era un partito isolato a livello nazionale. Tale isolamento durò dal marzo 1990 all'agosto 1991, quando il partito (LTSR) fu ufficialmente bandito. Altro cordoni simili furono in vigore tra il 2002 e il 2006, quando tutti gli altri partiti si rifiutarono di cooperare con il Partito Ordine e Giustizia nel Seimas e nei consigli comunali, e tra il 2012 e il 2016, contro il Partito Via del Coraggio.

### Italia (Prima Repubblica)
In Italia, il Partito Comunista Italiano (PCI) e il Movimento Sociale Italiano-Destra Nazionale (MSI) furono esclusi dai governi di coalizione a guida democristiana durante la Guerra Fredda. Solo durante il Governo Segni II (1959-1960) ed il Governo Tambroni (1960), e grazie al Compromesso storico (1976-1979), la Democrazia Cristiana si è affidata rispettivamente o al MSI o al PCI. La fine della Guerra Fredda, insieme all’indagine “Mani pulite”, ha portato a un drammatico riallineamento politico.

### Norvegia (Anni ‘70 - 2013)
In Norvegia, tutti i partiti si erano costantemente rifiutati di unirsi formalmente in una coalizione di governo a livello nazionale con il Partito del Progresso, di ideologie di destra, fino al 2013, quando lo ha fatto il Partito Conservatore. In alcuni comuni, tuttavia, il Partito del Progresso collabora con molti partiti, tra cui il Partito Laburista di centrosinistra.

### Austria (1986 - 2000)
In Austria, dopo che Jörg Haider divenne leader del Partito della Libertà Austriaco (FPÖ) nel 1986, tutti gli altri partiti si rifiutarono di collaborare con il partito in questione fino al 2000, quando fu formato il Governo Schüssel I. Questo governo sarebbe durato dal 2000 al 2005, mentre un secondo governo sarebbe durato dal 2017 al 2019.

### Repubblica Ceca (1990 - 2018)
Il Partito Comunista di Boemia e Moravia (KSČM) è di fatto escluso, in Repubblica Ceca, da ogni possibile coalizione a causa di una forte presenza anticomunista nella maggior parte dei partiti politici, compreso il Partito Social Democratico Ceco. Questa politica a livello nazionale è rimasta fino al 2018, quando il KSČM ha sostenuto il Governo Babiš II. A livello regionale, il KSČM rimane ancora escluso dalle coalizioni (ad esempio, dopo le elezioni regionali del 2020 questa politica ha costretto il Partito Pirata Ceco e il Partito Democratico Civico (ODS) a formare coalizioni con ANO nelle regioni di Ústí nad Labem, Zlín e Moravia-Slesia).
Un cordone sanitario è stato anche attuato attorno al Partito conservatore di Miroslav Sládek, Raggruppamento per la Repubblica - Partito Repubblicano di Cecoslovacchia, mentre era attivo nel Parlamento Ceco tra il 1992 e il 1998: quando, infatti, uno dei membri del partito prendeva la parola, gli altri deputati lasciavano la Camera.

### Svezia (2010 - 2018)
In Svezia, i partiti politici del Riksdag hanno adottato una politica di non-cooperazione con i Democratici Svedesi di estrema destra. Tuttavia, ci sono state eccezioni in cui i politici locali hanno sostenuto le risoluzioni di quest’ultimi.
Nell'ottobre 2018, i Democratici Svedesi sono entrati in coalizione di governo con il Partito Moderato e i Democratici Cristiani per la prima volta nei comuni di Staffanstorp, Sölvesborg, Herrljunga e Bromölla. A Bromölla, tuttavia, la coalizione si è separata nel 2020, mentre sono emerse nuove coalizioni con i Democratici Svedesi nel comune di Svalöv (2019) e nel comune di Bjuv, nel 2020, e nel comune di Surahammar, nel 2021.
Nel marzo 2019, la leader democristiana, Ebba Busch, ha annunciato che il suo partito era pronto ad avviare i negoziati con i Democratici Svedesi a livello nazionale. Lo stesso anno, anche il leader del Partito Moderato, Ulf Kristersson, ha annunciato la fine della politica di non-cooperazione, tenendo incontri con la leadership dei Democratici Svedesi. L'apertura di M e KD a SD e un accordo stipulato a gennaio hanno portato allo scioglimento dell’Alleanza per la Svezia. L’abbattimento totale del cordone a livello nazionale è avvenuto ufficialmente nel novembre 2021, quando, a seguito di dispute sulla legge di bilancio fra la prima ministra Magdalena Andersson e il Partito di Centro, quest’ultimo ha ritirato il suo appoggio passivo al governo, facendo sì che passasse la legge di bilancio dell’opposizione, legge che era stata concordata anche dai Democratici Svedesi, ormai entrati pienamente nella scena politica nazionale.

### Slovenia (2014 - 2020)
In Slovenia i partiti liberali, di centrosinistra e di sinistra guidati dal leader di LMŠ e, in seguito, dal primo ministro Marjan Šarec, dichiararono, de facto, un cordone sanitario contro il Partito Democratico Sloveno (SDS), escludendolo dai negoziati di coalizione in seguito alle elezioni del 2018, per via della xenofobia e della retorica e della politica divisiva attuata dal partito, basata principalmente sull'opposizione alle migrazioni illegali e sul discredito degli oppositori politici. Le stesse parti affermarono che SDS è stata finanziata illegalmente da donazioni straniere tramite i suoi media (per lo più capitali di società ungheresi vicine a Viktor Orbán, con cui SDS collabora strettamente) e da prestiti della cittadina straniera Dijana Đuđić, che finanziò personalmente il partito con quasi mezzo milione di Euro. L'SDS però, pur vincendo le elezioni, si vedeva rifiutato, dal centro alla sinistra, il suo invito ad avviare le trattative.
Dopo una crisi di governo nel 2020, il Partito del Centro Moderno, di ideologia social-liberale, e il Partito Democratico dei Pensionati della Slovenia hanno finalmente rotto il cordone sanitario, formando una coalizione con SDS.